# イベント・アトリビューション
イベント・アトリビューション（Event Attribution）とは「人間活動による気候変動が、観測されたような異常気象の発生確率や強度をどの程度変えてきたか定量評価」する新しい技術である。
以前は、異常気象は「気候システムのなかの自然な揺らぎ「内部変動」によっても生じる」こともあるため、異常気象が人間の活動によるものだと証明できなかった。しかし、2011年にオックスフォード大学が初めて「2000年秋の英国洪水の発生リスクは、温室効果ガスの増加によって高まっていた」と発表し、異常気象が人間の活動によるものだと明らかにした。
また、これ以来「観測された異常気象 現象の発生確率やその強度を解析する研究が世界で進められている」。実際にこの新手法により、2010年のロシアや、2013年6月-7月のアメリカ西部で発生した熱波が、「人間が発生活動を高めていた例」として確認されている。
日本国内では極端気象アトリビューションセンターがイベント・アトリビューションを行っている。